# Vira (Pirenéus Orientais)
Vira (em catalão:  Virà; em occitano:  Viran) é uma comuna francesa na região administrativa da Occitânia, no departamento dos Pirenéus Orientais. Estende-se por uma área de 12.96 km², e possui 26 habitantes, segundo o censo de 2018, com uma densidade de 2.0 hab/km².